# 23322 Duyingsewa
23322 Duyingsewa là một tiểu hành tinh vành đai chính với chu kỳ quỹ đạo là 1541.9755294 ngày (4.22 năm).
Nó được phát hiện ngày 20 tháng 1 năm 2001.